# النعمان بن عبد عمرو
النعمان بن عبد عمرو بن مسعود بن عبد الأشهل الخزرجي الأنصاري صحابي جليل من قبيلة الخزرج من الأنصار شهد مع النبي محمد ﷺ غزوة بدر وغزوة أحد وقُتِل فيها شهيداً، وهو أخو الصحابي الضحاك بن عبد عمرو.